# Ibrahim Abdel Meguid
 (octobre 2017).
Si vous disposez d'ouvrages ou d'articles de référence ou si vous connaissez des sites web de qualité traitant du thème abordé ici, merci de compléter l'article en donnant les références utiles à sa vérifiabilité et en les liant à la section « Notes et références ».
Œuvres principales
- La Maison aux jasmins (1987)
- L'Autre pays (1991)
- Personne ne dort à Alexandrie (1996)
- Au seuil du plaisir (2005)

Ibrahim Abdel Meguid (إبراهيم عبد المجيد, Ibrâhîm 'Abd Al-Magîd), né le 2 décembre 1946 à Alexandrie en Égypte, est un écrivain romancier et nouvelliste égyptien contemporain de langue arabe.

## Biographie et carrière
Né en 1946 à Alexandrie, Ibrahim Abdel-qawi Abdel-Méguid Khalil obtient, en 1973, son baccalauréat de philosophie à la Faculté des Lettres, de l'Université d'Alexandrie. L'année suivante, il s'installe au Caire pour travailler dans le secteur de la culture, en occupant des postes de responsable culturel au ministère de la Culture:
- De 1976 à 1980, Responsable spécialiste de la culture de masse.
- De 1980 à 1985, Conseiller de culture de masse auprès de la direction du théâtre.
- De 1989 à 1991, Consultant auprès de la direction du livre.
- De 1989 à 1995, Directeur général du Département de la Culture de masse.
- De 1995 à 2001, Rédacteur en chef de la série d'édition "Nouvelles écritures" publiée par l'Organisme général égyptien du livre.

Ensuite, Directeur général du projet "l'Atlas du folklore" auprès du département de la culture de masse.
Il est à noter qu'au début des années 1970, Ibrahim Abdel Meguid était membre du Parti communiste égyptien alors interdit; son engagement politique s'est poursuivi plus tard; et de ce fait, il a été emprisonné pour son activisme.

## Œuvre
Au compte d'Ibrahim Abdel Meguid plusieurs romans, nouvelles et articles. Certains de ses romans sont traduits en différentes langues européennes, dont "L'autre pays" est traduit en anglais, en français et en allemand. Son roman "Personne ne dort à Alexandrie" est traduit en anglais et en français; Son roman "La Maison aux jasmins" est traduit en français.

### Traductions en français

#### Livres
- La Maison aux jasmins (Bayt al-yasâmin, Le Caire, Dâr al-Fikr, 1987), roman, traduit de l'arabe par Nashwa al-Azhari. [Arles], Éditions Actes Sud, 15 avril 2000  (ISBN 274272642X), 168 p.« Employé aux archives d’une société de construction navale à Alexandrie, Chagara est parfois chargé par ses chefs de conduire les ouvriers aux manifestations officielles. Mais un jour, au lieu d’aller applaudir le président Nixon, à la tête de ses collègues, et de payer à chacun d’eux une prime d’une demi-livre égyptienne, le voici qui les dispense de cette corvée et, en contrepartie, empoche la moitié de la somme qui lui a été confiée. En fait, la seule préoccupation de Chagara, maintenant qu’il a trente ans, est d’acquérir un appartement pour pouvoir se marier. Mais pour acheter du nouveau, il faut vendre de l’ancien, et c’est ainsi qu’il tombe dans les griffes de deux escrocs, l’un épicier, l’autre agent immobilier, et qu’il en vient lui-même, peu à peu, à perdre ses illusions… et ses scrupules. Entrecoupant la confession de Chagara de faits divers, cocasses ou insolites, Ibrahim Abdel Meguid s’en prend avec humour au nouveau cours politique et social dans lequel s’est engagée l’Égypte après la guerre d’octobre 1973. »(Quatrième de couverture.)
- L'Autre pays (Al Balda al-ukhrâ, Londres, Riyâd al-Rayyis, 1991), roman traduit de l'arabe par Catherine Tissier-Thomas. [Arles], Éditions Actes Sud, 1er janvier 1994, coll. « Romans Nouvelles »  (ISBN 2742703039), 304 p.« Comme beaucoup de ses compatriotes, Ismaïl, un jeune diplômé égyptien, a quitté son pays pour l’Arabie saoudite, nouvel Eldorado, où se pressent une multitude d’immigrés venus de tous les pays musulmans – y compris non arabes – et la cohorte des hommes d’affaires occidentaux. En ce lieu qui lui est à la fois étranger et familier, Ismaïl découvre peu à peu les règles de l’exil consenti et la cruelle réalité d’un univers où l’arrogance des puissants ne rencontre que la servilité de ces déracinés venus là pour vendre leur propre vie au profit de ceux qui, restés au pays, confisquent leur existence et les bannissent peu à peu de leur propre histoire. Inaugurant une approche radicalement nouvelle de la littérature de l’émigration, Ibrahim Abdel Meguid retrace, à travers l’histoire d’Ismaïl, l’aventure de ces millions d’individus pris au piège du rapport équivoque qui lie les nations riches et pauvres, en particulier dans le monde arabe. Et parce que cette expérience y était évoquée, de l’intérieur et sans concession, pour la première fois, ce roman fit sensation lors de sa parution en 1991. »(Quatrième de couverture.)
- Personne ne dort à Alexandrie (La Ahad yanam fil Iskandariya, Le Caire, Dâr al-Hilâl, 1996), roman, traduit de l'arabe par Soheir Fahmi, avec la collaboration de Pierre Chavot, Paris, Éditions Desclée de Brouwer, 20 août 2001  (ISBN 2220044319), 432 p.« Magdeddine, homme de Dieu, et son épouse Zahra, victimes d'un passé qui les rattrape, sont contraints de quitter leur village et de gagner Alexandrie au moment même où, très loin de là, Hitler s'apprête à envahir la Pologne. D'abord étonnés par un monde qui leur échappe, ils finissent par nouer des amitiés solides et sont happés dans une ville bouillonnante, où les agitations de la vie quotidienne, le rythme des fêtes religieuses, les derniers spectacles en vogue étouffent la rumeur de l'Histoire. Magdeddine le musulman se lie d'amitié avec Damien, copte généreux et volubile. Les deux amis travaillent à la restauration des voies ferrées, puis doivent bientôt gagner le désert d'Al-Alamein, tandis que les raids italiens se succèdent dans le ciel d'Alexandrie, et que grondent au loin les canons de Rommel... Dans ce roman historique haletant, qui obtint en 1996 le prix du Salon du Livre du Caire, Ibrahim Abdel-Méguid fait se rencontrer de plein fouet la violence de la Seconde Guerre mondiale et la vie savoureuse et contrastée de l'Égypte. »(Quatrième de couverture.)
- Au seuil du plaisir (Atabet al-bahga, Le Caire, Al-Chourouq, 2005), roman, traduit de l'arabe par Hoda Fourcade, Montreuil, Seine-Saint-Denis, Éditions Folies d'encre, 2009, 224 p.« Deux héros, Ahmed et Hassa, errent dans le monde et balancent entre sentiment d'exil intérieur et soif de vivre. Liés par une profonde amitié, ils tentent de conjurer leurs propres angoisses et la brutalité sociale qui l'accompagne en s'inventant un espace de bonheur. »(Extrait de la présentation de l'éditeur.)

#### Anthologies / revues
- « Une demeure solitaire », extrait du recueil de nouvelles : Fermeture des fenêtres (Ighlaq al-nawafez, 1992), traduit de l'arabe par Sophie Gallois, traduction revue et corrigée par Catherine Farhi, dans Peuples Méditerranéens no 76, 1996.
- Extrait du roman Chahd de la citadelle (Chahd al-qalaa, 2007), traduit de l'arabe par Soheir Fahmi, dans Al-Ahram Hebdo, no 661, 9 mai 2007.

### Traductions en allemand

#### Livres
- Jede Woche... gibt es einen Freitag (Fî kull usbû'... yaum gum'a, Le Caire, ad-Dâr al-Misriyya al-Lubnâniyya, 2009), roman, traduit de l'arabe par Aron Schatten. [Engelschoff], Éditions Verlag auf dem Ruffel, 15 août 2016  (ISBN 978-3-933847-55-3), 299 p.

Le roman "Chaque semaine... il y a un vendredi" décrit la société égyptienne en fin de règne du président-dictateur Moubârak, une société qui souffre de la présence policière (d'ailleurs le roman a certainement des aspects de polar), de corruption, de fraude électorale. C'est un des premiers romans égyptiens à intégrer l'Internet et Facebook (sous forme d'un 'facebook égyptien' sur lequel Raudha, sa fondatrice, n'accepte de nouveaux membres... que le vendredi.)

## Récompenses
Ibrahim Abdel Meguid reçoit plusieurs prix importants dont:
- Prix Naguib-Mahfouz du roman, décerné par l'Université américaine du Caire, pour "L'autre pays" en 1996.
- Prix de la Foire internationale du livre du Caire, du meilleur roman pour "Personne ne dort à Alexandrie", en 1996.
- Prix d'État de l'Excellence pour la littérature décerné par le Conseil Suprême de la Culture, en 2004.
- Prix d'honneur de l'État pour les arts et les lettres décerné par le Conseil suprême de la Culture, en 2007.
- Prix Katara pour la littérature, pour "Adagio" en 2015[2]